# آرام جان
آرام جان نام آلبومی است با صدای محمدرضا شجریان و گروه آوا که در مایهٔ افشاری اجرا شده است. این آلبوم حاصل اجرای زنده در وین در پاییز سال ۱۳۷۷ است.

## شرح

### هنرمندان
- خواننده: محمدرضا شجریان
- شعر از سعدی، عارف قزوینی و علی‌اکبر شیدا
- عکس: کیومرث درم‌بخش
- صدابردار: امیرحسین شجریان

#### همنوازان گروه آوا
- داریوش پیرنیاکان: تار
- محمد فیروزی: بربط
- سعید فرج‌پوری: کمانچه
- بهزاد فروهری: نی
- جواد بطحایی: سنتور
- همایون شجریان: تمبک و کمانچه آلتو

## ترانه‌ها

### پیش درآمد
- رضا محجوبی

### تصنیف آرام جان
- شعر: عارف قزوینی

دلم دلم دلم، ربودی، به که گویم یار

غمم غمم غمم نخوردی، ز چه جویم یار

سرو روانم، آرام جانم، بی تو نمانم، دردت به جانم

گر یار من برافکند
از رخ نقاب رویش

عالم به هم بر می‌زند
از انقلاب مویش

### ساز وآواز
- غزل سعدی

(شکسته قفقاز به عنوان درآمد)

خبرت خراب‌تر کرد جراحت جدایی

خبرت خراب‌تر کرد جراحت جدایی
چو خیال آب روشن که به تشنگان نمایی
(درآمد افشاری)

بشدی و دل ببردی و به دست غم سپردی

بشدی و دل ببردی و به دست غم سپردی
شب و روز در خیالی و ندانمت کجایی
(جامه دران)

تو جفای خود بکردی و نه من نمی‌توانم
که جفا کنم ولیکن نه تو لایق جفایی

چه کنند، چه کنند اگر تحمل نکنند زیر دستان

چه کنند اگر تحمل نکنند زیر دستان
تو هر آن ستم که خواهی بکنی که پادشایی
(عراق)

من از آن گذشتم ای یار که بشنوم نصیحت

من از آن گذشتم ای یار که بشنوم نصیحت
برو ای فقیه و با ما مفروش پارسایی

سخنی که با تو دارم به نسیم صبح گفتم
دگری نمی‌شناسم، دگری نمی‌شناسم تو ببر که آشنایی
(جامه دران)

تو که گفته‌ای تأمل نکنم جمال خوبان

تو که گفته‌ای تأمل نکنم جمال خوبان
بکنی اگر چو سعدی نظری بیازمایی
(رهاب و شور)

در چشم بامدادان به بهشت برگشودن
نه چنان لطیف باشد که به دوست بر گشایی

### چهارمضراب
- عراق، محمدرضا شجریان

### تصنیف نه قدرت
- از عارف قزوینی

نه قدرت که با وی نشینم
نه طاقت که جز وی ببینم

شده است آفت عقل و دینم
ای دل‌آرا، سرو والا
کار عشقم چه بالا گرفته
در سر من جنون جا گرفته
جای عقل عشقت یکجا گرفته
خانه دل به یغما گرفته
آفت تن، فتنه جان
رهزن دین، دزد ایمان
‫ترک چشمت، نیزه پنهان
آشکارا، ای نگارا

خانه دل به یغما گرفته
در سر من جنون جا گرفته
سوزم از سوز دل ریش
خندم از بخت بد خویش
گریم از دست بداندیش
خواهمش بینم کم و بیش

گریه راه تماشا گرفته
گریه راه تماشا گرفته
جای عقل عشقت یکجا گرفته
خانه دل به یغما گرفته

جای عقل عشقت یکجا گرفته
گریه راه تماشا گرفته

### ساز و آواز
- غزل سعدی

(بوسلیک افشاری (نوعی درآمد افشاری))

مکن سرگشته آن دل را که دست آموز غم کردی
به زیر پای هجرانش لگد کوب ستم کردی
(اشاره به جامه دران و نیشابور)

قلم بر بی دلان گفتی نخواهم راند و هم راندی
جفا بر عاشقان گفتی نخواهم کرد و هم کردی
(اشاره به رهاب)

بدم گفتی و خرسندم عفاک الله نکو گفتی
سگم خواندی و خشنودم جزاک الله کرم کردی
(قرایی)

عنایت با من اولی تر که تأدیب جفا دیدم
گل افشان بر سر من کن که خارم در قدم کردی
(قرایی رهاب)

غنیمت دان اگر روزی به شادی در رسی ای دل
پس از چندین تحمل‌ها که زیر بار غم کردی
پس از چندین تحمل‌ها که زیر بار غم کردی
(رهاب فرود به شور)

شب غم‌های سعدی را مگر هنگام روز آمد
که تاریک و ضعیفش چون چراغ صبحدم کردی، چون چراغ صبحدم کردی

### تصنیف دوش دوش
- آهنگ از علی‌اکبر شیدا

دوش، دوش، دوش که آن مه‌لقا، خوش‌ادا، باصفا، باوفا

از برم آمد و بنشست، برده دین و دلم از دست

باز، باز، باز مرا سوی خود، می‌کشد، می‌برد، می‌زند

با دو چشم، با دو چشم مست، ابرویش، ابرویش پیوست

آتش اندر دلم بر زد جانم ای دل 
زان رخ همچو آذر زد جانم ای دل

سوخت همه خرمنم، یکسره جان و تنم
کشتﺔ عشقت منم، ای صنم، بد مکن

بیش از این ظلم بی‌حد مکن

### تصنیف تند تند
دوش که آن گرد، گرد گنبد مینا

دوش که آن گرد، گرد گنبد مینا
آبله گون شد دو چشم من ز ثریا
تند، تند، تند و غضبناک، سخت و سرکش و توسن

تند، تند، تند و غضبناک، سخت و سرکش و توسن
از در مجلس درآمد آن بت رعنا
از در مجلس درآمد آن بت رعنا

روی سپیدش، برابر مه گردون
موی سیاهش، پسر عم شب یلدا

لعبت شیرین، ترش اگر که ننشیند
مدعیانش طمع برند که حلوا

کلام: قصاید. دیوان قاآنی

### تصنیفاز کفم رها
- از عارف قزوینی

از کفم رها، جانم، شد قرار دل

از کفم رها، جانم، شد قرار دل
نیست و دست من، خدا، اختیار دل

دل به هر کجا، جانم، رفت و برنگشت
دیده شد سپید، خدا، ز انتظار دل

خون دل بریخت، جانم، از دو چشم من
خوش دلم از این، خدا، انتحار دل

بعد از این ضرر، جانم، ابلهم اگر

بعد از این ضرر، جانم، ابلهم اگر
خم کنم کمر، خدا، زیر بار دل